# SMASH (格闘技団体)
SMASH（スマッシュ）は、日本のプロレスと総合格闘技の団体。

## 団体名の由来
所属選手のTAJIRIが発言した「破壊的ヒットを飛ばす」という思いが由来。

## 歴史

### 2009年
- 12月、給料、経費不払い問題、イベントの考えに乖離があり、開催する予定だったハッスルの4大会を中止することを発表。ハッスルで最高顧問を務めていた酒井正和はハッスルとの関係を解消して東京都新宿区をホームタウンとした地域密着型プロレス団体としてSMASHを設立することを発表。払い戻し対象のチケットを持っていた人を対象に無料招待シートを設けた[1][2][3]。

### 2010年
- 3月26日、新宿FACEで旗揚げ戦「SMASH.1」開催。超満員札止めとなる[4][5]。
- 4月23日、児玉ユースケ、リン・バイロンがデビュー[6]。
- 5月29日、フィンランドのFCF勢が参戦してTAJIRIがFCF王座を獲得[7]。
- 7月24日、昼夜ダブルヘッダー開催を敢行して両興行とも超満員となる[8]。FCF総帥スターバック初参戦。
- 10月30日、KUSHIDAがOVEヘビー級王座に挑戦[9]。
- 11月22日、JCBホールの進出が実現して超満員札止めとなる3,200人を動員[10][11]。

### 2011年
- 3月31日、初の後楽園ホール大会を開催[12]。この大会をもってKUSHIDAが退団。
- 6月9日、SMASH初代王座決定トーナメントが開幕。
- 11月24日、土肥孝司がデビュー。

### 2012年
- 1月8日、ブル中野引退興行に真琴が参戦。
- 1月9日、朱里が「Krush.15」でキックボクサーデビュー。
- 2月10日、SMASHプロレス部門の活動終了することを発表。代表の酒井とTAJIRIが今後の方向性について意見が食い違い、何度も協議した結果、3月でSMASHの活動終了で合意。
- 2月19日、2度目のTDCホール大会を開催。全日本プロレスのKENSOが「ALL TOGETHER」仙台大会を蹴って出場することが発表されている。
- 3月14日、後楽園ホール大会「SMASH FINAL」を最後にSMASHプロレス部門の活動終了。株式会社スマッシュは年内まで天龍プロジェクトの運営を行っていく（開催予定として押さえられていた後楽園ホール大会も天龍プロジェクトが開催する）。
- 4月5日、TAJIRIらがWNCを設立することを発表[13]。
- 5月31日、パンクラスのブランド名及び運営権をドン・キホーテより取得してスマッシュ パンクラス事業本部を設立。
- 11月30日、Googleとパートナーシップ契約を締結したことを発表。

### 2013年
- 1月4日、Eagleとスマーフォンアプリケーション事業で業務提携を結んだことを発表[14]。
- 2月24日、前年にWNCを退団した華名が率いるユニット「トリプルテイルズ.S」興行に酒井が来場してSMASHの復活を約束するやりとりが行われた。

### 2019年
- 4月10日、富士急ハイランド、ドローンネットとのコラボレーション事業として富士急ハイランドに隣接するコニファーフォレストで10月20日にモトクロスレース、10月22日にドーローンレースを開催することを発表[15]。また、富士急ハイランド、ビーイングとのコラボレーション事業として富士急ハイランドで10月21日にアイドルオーディションを開催することを発表[16]。

## SMASHプロレス部門
TAJIRIは「自分のやりたいことを好き勝手に実験する舞台。アメプロもストロングもルチャもなんにも関係ありません。ただひたすらファンが欲するものを俺自身も欲するものを本当にやりたかったことを好き勝手にやります」とコメントしてTAJIRIがソフト面、代表の酒井正和がハード面を担当していく。
海外からは元WWE選手、往年のレジェンド選手、日本では知られていない未知の強豪など世界各地から選手を招聘。対戦構想は日本人選手対外国人選手を基軸にリアルプロレス的要素もふんだんに取り入れられた。
興行は大きく分けてナンバーシリーズとハウスショーがある。ナンバーシリーズは主に後楽園ホールで開催しているがビッグマッチはTOKYO DOME CITY HALLとなる。ハウスショーは主に新宿FACEで開催している。

## SMASHワールドトライアウト
SMASHで国内外問わずプロレスラーが挑む査定試合。旗揚げ戦前に公式サイトで募集を告知（英語とスペイン語による発信）。世界各国から1週間で約50通の申込みが来た。2010年3月26日、新宿FACEで開催した旗揚げ戦「SMASH.1」でトライアウトが行われてYO-HEY、ゴーレム・ナイト、Mentalloが合格。

## SMASHプロフェッショナルレスリングクラス
2011年1月、SMASHが開校したプロ、アマ、性別、年齢（高校生以上）を問わないプロレス教室。

## SMASHトレーニングキャンプ
2011年4月、TAJIRIが開講したプロレスラー養成所。

## タイトル
- SMASH王座
- SMASHディーバ王座

## 最終所属選手

### 男子選手
- TAJIRI
- 大原はじめ
- 児玉ユースケ（現：児玉裕輔）
- 土肥孝司
- 黒潮二郎（現：黒潮"イケメン"二郎）
- ジョシュ・オブライエン

### 女子選手
- 真琴
- 朱里
- リン・バイロン

## レギュラー参戦選手

### 男子選手
- AKIRA（フリー）
- 木藤拓也（フリー）

### 女子選手
- 華名（オフィス華名）

## スタッフ

### レフェリー
- ソフト今井
- 玉川勝巳

### リングアナウンサー
- 竹内沙帆（フリー）
- 緑川夏海（フリー）

## 歴代所属選手
- KUSHIDA（2011年4月1日「新日本プロレス」移籍）
- 小路晃（2011年4月22日引退）
- 古木克明（2011年10月10日引退）

## フリー、他団体参戦選手

### 男子選手
- 彰人
- アズールドラゴン
- 石川晋也
- 伊東竜二
- 飯塚高史
- ウルティモ・ドラゴン
- エル・サムライ
- 大家健
- 大矢剛功
- カズ・ハヤシ
- Gamma
- KUSHIDA
- 木高イサミ
- 小峠篤司
- 小仲＝ペールワン
- 佐々木義人
- The Bodyguard
- ジ・アッチィー
- ジ・ウィンガー
- 獣神サンダー・ライガー
- ゼウス
- TAKAみちのく
- 滝澤大志
- 田島久丸
- 田中将斗
- 天龍源一郎
- 内藤哲也
- 平野勝美
- 藤波辰爾
- 藤原喜明
- FUNAKI
- 原田大輔
- ブラックバファロー
- ヒデ久保田
- ビリーケン・キッド
- 真霜拳號
- 松田慶三
- 松山勘十郎
- 三上恭佑
- 宮本裕向
- 百田光雄
- ヤス久保田
- ルー・ルルル

### 女子選手
- 帯広さやか
- 市来貴代子
- 植松寿絵
- KAORU
- 倉垣翼
- 栗原あゆみ
- コマンド・ボリショイ
- さくらえみ
- 里村明衣子
- 志田光
- 紫雷イオ
- チェリー
- つくし
- 都宮ちい
- 中川ともか
- 野崎渚
- バンビ
- 藤本つかさ
- みなみ飛香
- 宮城もち
- 米山香織
- 里歩
- Ray

## 来日外国人選手

### 男子選手
フリー
- オーメン
- クワイエット・ストーム
- ケニー・オメガ
- サブゥー
- ジプシー・ジョー
- スカリー・II・ホッティ
- スペル・クレイジー
- ディミトリー
- トミー・ドリーマー
- ヌンジオ
- ビヨンセン
- プリンス・デヴィット
- ベナム・アリ
- マイク・モンド
- ユージン
- ルーク・ウィリアムス
- レザーフェイス

FCF
- スターバック
- カゲマン・グロ
- クリスチャン・クルキ
- ジェシカ・ラブ
- スターク・アダー
- ハイジー・ヘイモ・ユーコンセルカ
- バレンタイン

フィンレー軍
- デイブ・フィンレー
- ムラット・ボスポラス
- ビッグボーイ

コバック軍
- マイケル・コバック
- ガブリエル・アントニック
- サー・ロビン
- サイボニック・マシーン
- ロブ・ロー

キム軍
- キム・ナンプン
- ケニー・ラッシュ
- ダニー・ドゥガン
- ユン・ガンチョル

### 女子選手
フリー
- セリーナ

## 大会一覧
| 大会名               | 開催年月日     | 会場                             | 開催地         |
| -------------------- | -------------- | -------------------------------- | -------------- |
| SMASH FINAL          | 2012年3月14日  | 後楽園ホール                     | 東京都文京区   |
| SMASH.25             | 2012年2月19日  | TOKYO DOME CITY HALL             | 東京都文京区   |
| We are SMASH         | 2012年1月19日  | 新宿FACE                         | 東京都新宿区   |
| SMASH.24             | 2011年12月30日 | 後楽園ホール                     | 東京都文京区   |
| SMASH live in Osaka  | 2011年11月25日 | 大阪ミナミ ムーブ・オン アリーナ | 大阪府大阪市   |
| SMASH.23             | 2011年11月24日 | 後楽園ホール                     | 東京都文京区   |
| SMASH.22             | 2011年10月28日 | 後楽園ホール                     | 東京都文京区   |
| SMASH live in Osaka  | 2011年10月26日 | 大阪ミナミ ムーブ・オン アリーナ | 大阪府大阪市   |
| SMASH.21             | 2011年9月8日   | 後楽園ホール                     | 東京都文京区   |
| SMASH.20             | 2011年8月11日  | 後楽園ホール                     | 東京都文京区   |
| SMASH.19             | 2011年7月15日  | 後楽園ホール                     | 東京都文京区   |
| SMASH.18             | 2011年6月9日   | 後楽園ホール                     | 東京都文京区   |
| SMASH.17             | 2011年5月3日   | 後楽園ホール                     | 東京都文京区   |
| SMASH live in Nagoya | 2011年5月1日   | テレピアホール                   | 愛知県名古屋市 |
| SMASH.16             | 2011年4月30日  | 松下IMPホール                    | 大阪府大阪市   |
| SMASH.15             | 2011年3月31日  | 後楽園ホール                     | 東京都文京区   |
| SMASH.14             | 2011年2月25日  | 新宿FACE                         | 東京都新宿区   |
| SMASH live in Osaka  | 2011年1月30日  | 世界館                           | 大阪府大阪市   |
| SMASH.13             | 2011年1月29日  | 新宿FACE                         | 東京都新宿区   |
| SMASH.12             | 2011年1月29日  | 新宿FACE                         | 東京都新宿区   |
| SMASH.11             | 2010年12月11日 | 新宿FACE                         | 東京都新宿区   |
| SMASH.10             | 2010年11月22日 | JCBホール                        | 東京都文京区   |
| SMASH.9              | 2010年10月30日 | 新宿FACE                         | 東京都新宿区   |
| SMASH.8              | 2010年9月24日  | 新宿FACE                         | 東京都新宿区   |
| SMASH.7              | 2010年8月30日  | 新宿FACE                         | 東京都新宿区   |
| SMASH.6              | 2010年7月24日  | 新宿FACE                         | 東京都新宿区   |
| SMASH.5              | 2010年7月24日  | 新宿FACE                         | 東京都新宿区   |
| SMASH.4              | 2010年6月25日  | 新宿FACE                         | 東京都新宿区   |
| SMASH.3              | 2010年5月29日  | 新宿FACE                         | 東京都新宿区   |
| SMASH.2              | 2010年4月23日  | 新宿FACE                         | 東京都新宿区   |
| SMASH.1              | 2010年3月26日  | 新宿FACE                         | 東京都新宿区   |

## SMASH総合格闘技部門
1999年、横浜ベイスターズ（現：横浜DeNAベイスターズ）の古木克明に格闘家転身を打診して2009年12月8日、SMASH旗揚げ記者会見に併せて古木の入団を発表。さらに小路晃が古木の専属コーチに就任。古木の他にモンゴル出身の女子プロレスラー「エスイ」も入団。2010年12月31日、古木は総合格闘家転身1年足らずで「Dynamite!! 〜勇気のチカラ2010〜」への出場を果たす。

### アマチュアDEEP
2010年4月、DEEPと業務提携を結んでアマチュアDEEPを設立。
DEEPによって定期的に開催されていたアマチュアDEEPを株式会社スマッシュが運営することを発表。アマチュアDEEPではアマチュア選手の育成及び発掘並びにレフェリーとジャッジの育成を目的としておりイベントプロデューサーに小路晃が就任。6月26日、西調布格闘技アリーナで旗揚げ戦を開催。

### ジャパンMMAリーグ
2011年、プロ歴が浅い選手を中心としたチーム対抗戦「ジャパンMMAリーグ」をDEEPとの合同開催。代表の酒井正和がコミッショナーに就任。

### スマッシュ パンクラス事業本部
2012年5月31日、パンクラスのブランド名及び運営権をドン・キホーテより取得してスマッシュ パンクラス事業本部を設立。

## 主な活動
SMASHサポーターズクラブ
2010年7月1日、東京都新宿区のゴミ拾い清掃や地域イベント出演等の地域密着活動をしている。また飲食店舗との協力関係、スポンサーを結び、お互いに支援的にPRしていく活動を行っている。
はじめてのプロレス
2010年9月12日、足立区立伊興小学校で開催。PTAから「子供たちに生で見せてあげたい」という要望から実現。同小学校で主催、開催されている「2010!!ファミリーフェスタいこう」のイベントで提供マッチを敢行。2011年も同小学校で開催した他にTAJIRIが在住する東京都八王子市の幼稚園でも開催。
SMASH×SMASH
2010年11月17日、オフィシャル電子雑誌として発売。創刊号はオールカラー110頁。編集は元週刊プロレス編集長の佐久間一彦。創刊号はMAGASTOREの売り上げランキングで初登場第3位となる。
SMASH LABEL
MACKA-CHIN（NITRO MICROPHONE UNDERGROUND）など世界的アーティストとのコラボとして入場テーマ曲など製作、販売のため設立。コンピレーションCD「SMASH LABEL 01」を発売。
SMASHオフィシャルファンクラブ
年会費が他の団体と比べ高値であるが特典がこれまでの試合を収めたDVD-BOXなど豪華であった。
SMASH CAMP
2008年、代表の酒井正和により学生たちのパフォーマンス及び地域活性化プロジェクト。元々はハッスルで「ハッスルどライヴ」として行われていたものをSMASHに移して開始。
SMASHアフターパーティー
全試合終了後に予約定員制によるファンとの交流会。

## 華名のマニフェスト
2010年5月、代表の酒井正和との華名（オフィス華名）が会談で意気投合したことで華名が「SMASH.3」からレギュラー参戦している。朱里との抗争で度々口にした「華名のマニフェスト」を週刊プロレスで「5箇条女子プロレス改革」として発表。発表後には某大物女子選手からSMASHに抗議電話が来たりJWP女子プロレスの選手がSMASHに乱入して抗争に発展するなど物議を醸した。8月13日、USTREAM「SMASH LIVE SHOW」で「是か非か!?華名のマニフェストあなたはどう考える?」を開催してTwitterにて寄せられた意見と質問に対して華名が自ら答えた。